# Iđut
Iđut AS ist ein samischer Verlag in Norwegen. Er hat seinen Sitz in Ikkaldas im Ort Indre Billefjord in der Kommune Porsanger im Fylke Finnmark.
Der Verlag veröffentlicht Romane, Kinderbücher, Lehrbücher, generelle Literatur, Musik und Filme. Zusätzlich veröffentlicht Iđut das vierteljährlich erscheinende Jugendkulturmagazin Š, welches vom Sameting finanziert und kostenlos an alle Mittel- und Oberschüler mit Samisch als Hauptsprache verteilt wird. Hauptsprache ist das Nordsamische, aber es gibt auch Veröffentlichungen in Lulesamisch, Südsamisch, Kvenisch und Norwegisch.
Iđut AS wurde 1985 in Norwegen von Åge Persen und Mari Boine als ein Musiklabel gegründet und weitete sich 1991 auf die Veröffentlichung von Büchern aus. Geleitet wird der Verlag von Åge Persen und dem Chefredakteur Nan Persen. Der Name Iđut entstammt dem Nordsamischen und bedeutet so etwas wie sprießen oder aufkeimen.